# 秦野駅
秦野駅（はだのえき）は、神奈川県秦野市大秦町にある、小田急電鉄小田原線の駅である。駅番号はOH 39。副駅名は「出雲大社相模分祠 最寄駅」。

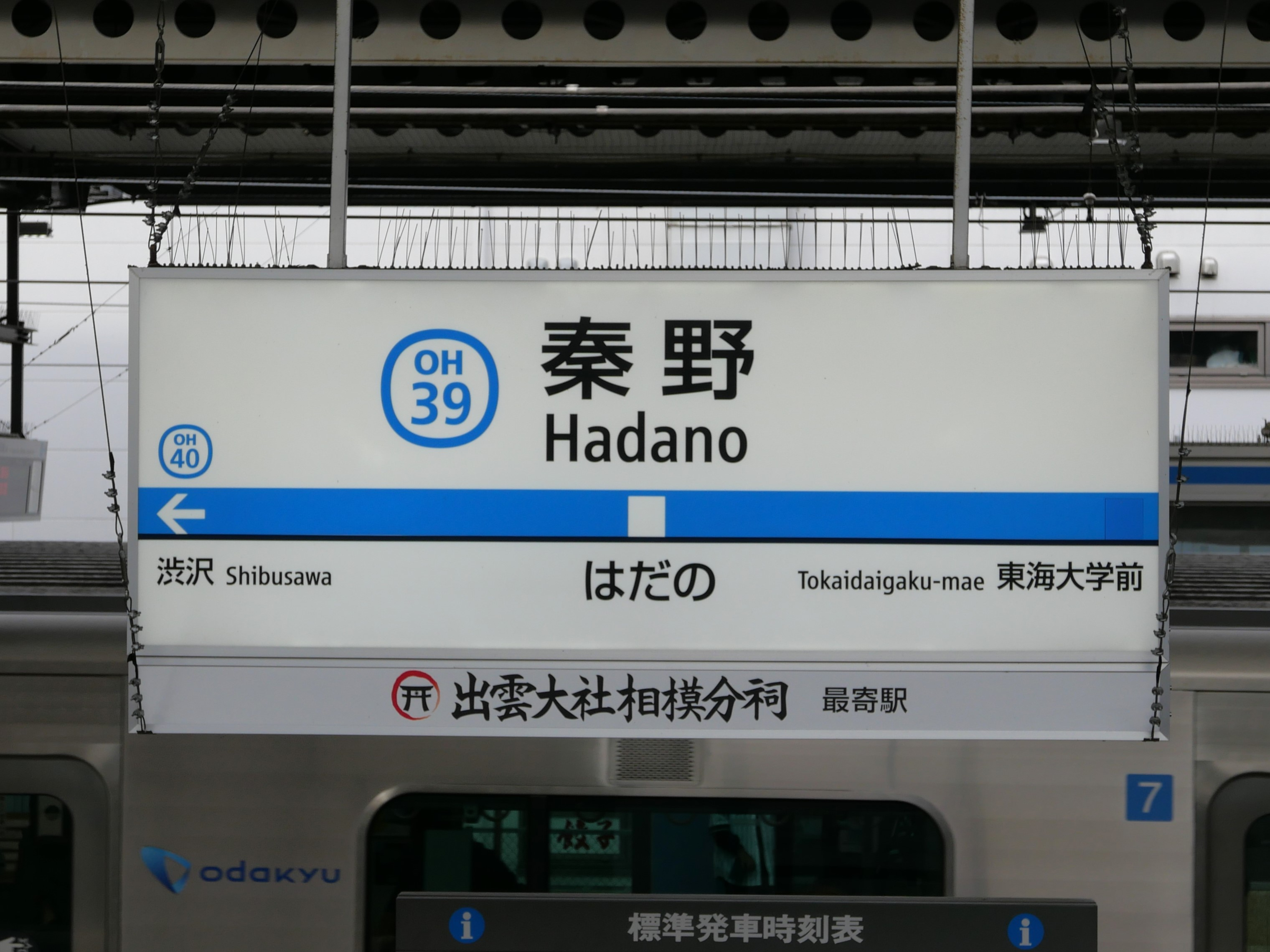
通常の駅名標に加え、副駅名「出雲大社相模分祠 最寄駅」が表示されている、2024年10月

## 概要
平日のラッシュ時間帯は通勤通学客でにぎわうベッドタウンの駅の一面がある一方、休日は丹沢への登山客の姿も目立つ市内4駅の中心となる駅である。
1927年「大秦野駅」の名で開設。当時の駅舎は小田急の「五大停車場（向ケ丘遊園駅・町田駅・本厚木・大秦野・新松田駅）」で採用されたマンサード屋根を持つ駅舎だったが、1963年ごろに建替えられ、1995年からは駅舎の改築が始まり、1997年には北口のペ
デストリアンデッキが完成し、現在の秦野駅の原型が竣工した。
現駅舎は1997年にグッドデザイン賞を受賞、1998年には「丹沢の雄大な自然の山並みに映える美しい輪郭の駅舎で沢筋をイメージした駅」ということで、関東の駅百選に選定されており、『丹沢山塊』をキーワードに豊かな自然と調和したデザインを採用し、外観では山並みに映える美しい輪郭の曲面屋根が、内装では天井が高く開放感あるコンコースが特徴となっている。
快速急行、急行、各駅停車のほか、特急ロマンスカーの一部が停車・始発する。
駅長所在駅で、小田原管区秦野管内として、鶴巻温泉駅 - 新松田駅間を管理している。

## 歴史

### 年表
- 1927年（昭和2年）
  - 4月1日：大秦野駅（おおはたのえき）として開設。「直通」の停車駅となる。なお、各停は新宿駅 - 稲田登戸駅（現・向ヶ丘遊園）間運行であり、当駅までの運行はなかった。
  - 10月15日：急行新設、停車駅となる。
- 1944年（昭和19年）11月：太平洋戦争戦況悪化に伴い、急行運行中止。
- 1945年（昭和20年）6月：新宿駅 - 稲田登戸駅間運行の各停が全線運行されることとなり、停車駅となる。同時に「直通」廃止。
- 1946年（昭和21年）10月1日：準急新設、停車駅となる。
- 1949年（昭和24年）10月1日：急行復活、停車駅となる。
- 1955年（昭和30年）3月25日：通勤急行新設、停車駅となる。
- 1960年（昭和35年）3月25日：通勤準急新設、停車駅となる。
- 1987年（昭和62年）3月9日：秦野駅（はだのえき）へ改称[4]。
- 1996年（平成8年）12月13日：橋上駅舎・南北自由通路完成、使用開始[5]。
- 1997年（平成9年）：橋上駅舎が通商産業省（現・経済産業省）グッドデザイン商品選定。
- 1998年（平成10年）
  - 8月22日：特急ロマンスカー一部停車開始[6]。
  - 10月14日：関東の駅百選に選定。理由は「丹沢の雄大な自然の山並みに映える美しい輪郭の駅舎で沢筋をイメージした駅」。
- 2004年（平成16年）12月11日：快速急行・区間準急が設定され、停車駅となる。
- 2005年（平成17年）：10月29日 - 11月23日までの土休日に臨時列車「秋のレジャートレイン」が東京メトロ千代田線綾瀬駅より運行され、当駅が終着駅となる。2006年（平成18年）以降も臨時列車「丹沢もみじ号」が同区間で運行されている。
- 2006年（平成18年）5月13日：9000形のさよなら運転が実施され、当駅が始発駅となる。
- 2009年（平成21年）3月：駅構内コンコース・ホームに設置されている発車標がフルカラーLED式へ更新。
- 2012年（平成24年）3月17日：JR御殿場線御殿場駅まで直通する特急ロマンスカー「あさぎり」号の停車駅となる。本厚木以西での区間準急設定消滅、停車駅から外れる。
- 2014年（平成26年）1月：OH 39の駅ナンバリング導入、使用開始[7]。
- 2018年（平成30年）3月17日：伊勢原以西での準急設定消滅、停車駅から外れる[8]。
- 2022年（令和4年）10月21日：副駅名「出雲大社相模分祠 最寄駅」を設定。

### 駅名の由来
開設当時、湘南軌道という軽便鉄道が既に秦野には走っており、その路線の駅名に「秦野駅」があったため、「大秦野駅」（おおはたのえき）と名付けられた。また、駅の設置場所が旧・中郡秦野町内に予定されていたが、町内の各地区の意見が分裂し、結局旧南秦野村に設置することとなった。そのため、「秦野町の駅ではなく、秦野地域の駅」という意味で「大」の文字を付けたともいわれる。その湘南軌道が1937年に廃止された後も「大秦野駅」という駅名のままであったが、1987年3月9日に地元の要望と秦野が「はだの」と呼ばれている現状を受けて、「秦野駅」（はだのえき）に改称した。

### 駅の設置場所をめぐる騒動
線路敷設の計画が始まった当初、当時の秦野町内（現在の本町地区）に駅を設置する計画であった。駅の位置は、町並みが既に発展してしまっていた秦野町の中心地である四ツ角から見て少し外れではあるが、畑地であった乳牛地区を有力候補としたとされる。しかし、町内の各地区は自分たちの近い位置に設置するよう求めてこれに反対した。秦野町議会が1923年（大正12年）に「秦野停車場設置に関する議案」を可決したことで、事態は一旦沈静化したように見えた。しかし、それでも納得のいかなかった反対派は地区の住民を巻き込んで中郡役所への陳情を試み、約800名の集団で役所のある大磯町に乗り込む（途中、中郡長の説得により引き返した）など、実態としては駅の設置場所に関しては未定のまま宙に浮いた状態がしばらく続いた。その間にも小田急は1925年（大正14年）ごろには用地買収と測量を進めており、ほとんどの区間で完了していた。秦野町と水無川を挟んで南隣に接する南秦野村（現在の南地区）でも測量が行われており、その様子を見て危惧した秦野町は再び駅の誘致に向けて動き出すが、その頃には既に小田急の意向は南秦野村への設置で固まっていた。南秦野村内でも設置場所を巡って紆余曲折議論が交わされたが、線路は既にほぼ確定していることや、開通までの時間の余裕もなく、用地として提供可能な村の所有地であるなどの条件に適する場所として、結果的に現在の場所に設置されることとなった。

## 駅構造
島式ホーム2面4線を有する地上駅。改札は南北に伸びる自由通路を併設した橋上駅舎内にある。1996年に現駅舎が完成する以前は、駅舎が線路の北側に置かれ、南側は臨時改札さえも設けられず未開発状態であったが、現駅舎完成後に土地区画整理が成された。なお、ホーム番号は駅舎の位置とは無関係に当初より南側が1番とされていた。
現駅舎は、デザイン性の高さから1997年に通商産業省（現・経済産業省）のグッドデザイン商品（現・日本産業デザイン振興会「グッドデザイン賞」）に選定された。

新宿側に片渡り線があり、新宿方面へ折返す列車が使用する他、運行トラブルが発生した場合の区間運行を行なう際にも使用する。また、一部特急ロマンスカーが当駅発着となる。
2009年3月に、行先案内表示器がフルカラーLED式に更新された（江ノ島線藤沢駅も同様）。

### のりば
のりばは南側を1番ホームとして、下表の通り。
| ホーム | 路線     | 方向 | 行先                          | 備考                  |
| ------ | -------- | ---- | ----------------------------- | --------------------- |
| 1・2   | 小田原線 | 下り | 小田原・箱根湯本方面          |                       |
| 3・4   | 小田原線 | 上り | 相模大野・新宿・ 千代田線方面 | 一部の始発は1番ホーム |

- 内側2線（2・3番ホーム）が主本線、外側2線（1・4番ホーム）が待避線である。2024年3月改正時点で、平日ダイヤに当駅で各駅停車と急行の緩急接続が朝の下りに1回ある他、当駅止まりの特急ロマンスカー「ホームウェイ」号と急行小田原行き[11]が当駅で接続する（特急は当駅終着後、折り返して海老名方面へ回送される）。
- 4番ホームより発車する上り列車は、発車直後に制限速度15 km/hとなる。これは逆カントとなる線形が大きく関係している。
- 2025年3月改正以降、新宿駅から各駅停車で運転する最遠の駅となった。

### 設備
北口
- エレベーター
- エスカレーター

南口
- エレベーター：バス停前に設置。
- エスカレーター

駅ホーム
- エレベーター：下り・上り共に設置。
- エスカレーター：下り・上り共に設置。
- 待合室：下り・上り共に設置。
- 自動販売機

改札内コンコース
- トイレ
- 自動体外式除細動器（AED）：改札口付近に設置。
- ベビーケアルーム

改札外コンコース
- 小田急マルシェ秦野：駅ビル。
- 横浜銀行ATM 小田急秦野駅出張所（改札並び）
- コインロッカー（改札横）
- 公衆電話（改札横）

## 利用状況
2024年度（令和6年度）の1日平均乗降人員は36,217人である。小田急線全70駅中28位。小田急電鉄の駅長所在駅では最少であり、小田急線の特急ロマンスカー停車駅では片瀬江ノ島駅に次いで少ない。
近年の1日平均乗降・乗車人員の推移は以下の通り。
| 年度               | 1日平均 乗降人員 | 1日平均 乗車人員 | 出典                |
| ------------------ | ---------------- | ---------------- | ------------------- |
| 1928年（昭和03年） | 1,438            |                  |                     |
| 1930年（昭和05年） | 1,504            |                  |                     |
| 1935年（昭和10年） | 1,243            |                  |                     |
| 1940年（昭和15年） | 2,897            |                  |                     |
| 1946年（昭和21年） | 9,607            |                  |                     |
| 1950年（昭和25年） | 8,518            |                  |                     |
| 1955年（昭和30年） | 11,469           |                  |                     |
| 1960年（昭和35年） | 16,222           |                  |                     |
| 1965年（昭和40年） | 21,874           |                  |                     |
| 1970年（昭和45年） | 25,617           |                  |                     |
| 1975年（昭和50年） | 27,736           |                  |                     |
| 1980年（昭和55年） | 28,795           |                  |                     |
| 1982年（昭和57年） | 29,916           |                  |                     |
| 1985年（昭和60年） | 33,485           |                  |                     |
| 1990年（平成02年） | 40,002           |                  |                     |
| 1995年（平成07年） | 42,833           | 21,431           | [ 神奈川県統計 1 ]  |
| 1998年（平成10年） |                  | 21,071           | [ 神奈川県統計 2 ]  |
| 1999年（平成11年） |                  | 20,900           | [ 神奈川県統計 3 ]  |
| 2000年（平成12年） | 40,346           | 20,628           | [ 神奈川県統計 3 ]  |
| 2001年（平成13年） |                  | 20,625           | [ 神奈川県統計 4 ]  |
| 2002年（平成14年） |                  | 20,537           | [ 神奈川県統計 5 ]  |
| 2003年（平成15年） | 40,346           | 20,465           | [ 神奈川県統計 6 ]  |
| 2004年（平成16年） | 40,850           | 20,696           | [ 神奈川県統計 7 ]  |
| 2005年（平成17年） | 41,102           | 20,769           | [ 神奈川県統計 8 ]  |
| 2006年（平成18年） | 41,453           | 20,942           | [ 神奈川県統計 9 ]  |
| 2007年（平成19年） | 41,678           | 21,008           | [ 神奈川県統計 10 ] |
| 2008年（平成20年） | 42,324           | 21,276           | [ 神奈川県統計 11 ] |
| 2009年（平成21年） | 42,021           | 21,072           | [ 神奈川県統計 12 ] |
| 2010年（平成22年） | 41,918           | 21,000           | [ 神奈川県統計 13 ] |
| 2011年（平成23年） | 41,797           | 20,916           | [ 神奈川県統計 14 ] |
| 2012年（平成24年） | 42,335           | 21,172           | [ 神奈川県統計 15 ] |
| 2013年（平成25年） | 43,709           | 21,852           | [ 神奈川県統計 16 ] |
| 2014年（平成26年） | 42,754           | 21,348           | [ 神奈川県統計 17 ] |
| 2015年（平成27年） | 43,055           | 21,498           | [ 神奈川県統計 18 ] |
| 2016年（平成28年） | 43,026           | 21,487           | [ 神奈川県統計 19 ] |
| 2017年（平成29年） | 43,329           | 21,645           | [ 神奈川県統計 20 ] |
| 2018年（平成30年） | 42,986           | 21,471           | [ 神奈川県統計 21 ] |
| 2019年（令和元年） | 42,011           | 20,987           | [ 神奈川県統計 22 ] |
| 2020年（令和02年） | 29,678           |                  |                     |
| 2021年（令和03年） | 31,787           |                  |                     |
| 2022年（令和04年） | 35,053           |                  |                     |
| 2023年（令和05年） | 35,964           |                  |                     |
| 2024年（令和06年） | 36,217           |                  |                     |

## 駅周辺
駅の北側を流れる水無川を越えると秦野市の中心市街が広がり、南側には住宅街と渋沢丘陵がある。名水百選に選ばれた秦野盆地湧水群の湧水スポットは駅近くにもあり、古くから地域住民に親しまれ、保全活動も活発である。

### 公共施設
- 秦野市役所秦野駅連絡所
- 秦野市役所
- 秦野市立本町公民館
- 秦野市立南公民館
- はだのこども館
- 秦野警察署 秦野駅前交番
- 秦野市観光協会・観光案内所 - 2024年（令和6年）9月1日移転[12][注釈 1]

### 病院
- 秦野赤十字病院
- 八木病院
- くず葉台病院
- 国立病院機構神奈川病院

### 教育施設
- 上智大学短期大学部
- アイム湘南理容美容専門学校
- 神奈川県立西部総合職業技術校

### 郵便局・金融機関
- 秦野郵便局
  - ゆうちょ銀行 秦野店
- 秦野駅前郵便局
- みずほ銀行 秦野支店
- 横浜銀行 秦野支店
- スルガ銀行 秦野支店
- 静岡銀行 秦野支店
- イオン銀行 イオン秦野店
- 中栄信用金庫 本店
- 中栄信用金庫 秦野駅前支店
- さがみ信用金庫 秦野駅プラザ支店
- 中央労働金庫 秦野支店
- 秦野市農業協同組合（JAはだの）駅前支店
- 秦野市農業協同組合（JAはだの）本町支所

### 商業施設
- 秦野駅内
  - 小田急マルシェ 秦野
    - Odakyu OX 秦野店
    - 秦野市名産品のれん会協同組合名産センター（はだののみやげ）
- イオン秦野ショッピングセンター
- ロピア 秦野店

### 宿泊施設
- グランドホテル神奈中 秦野
- はだの・湯河原温泉 万葉の湯

### 自然・観光
- 弘法の清水 - 空海（弘法大師）の杖を地面に突き出したら湧いたという伝説をもつ名水。1989年に発がん物質であるテトラクロロエチレンに汚染されていることが明らかとなったが、懸命の保全活動と浄化事業によって、2002年に水道法による水質基準を回復した後、2004年に「名水復活宣言」を宣言し、再びそのままで飲用できるようになった。
- 今泉名水桜公園
- いまいずみほたる公園
- 今泉あらい湧水公園
- 水無川
- 弘法山
- 震生湖
- 寿徳寺湧水
- 出雲大社相模分祠（副駅名に掲出済）

### 道路・交通
- まほろば大橋・秦野駅前歩行者専用道：平成2年度手づくり郷土賞（街灯のある街角）受賞 (PDF) 。
- 東名高速道路 秦野中井IC
- 神奈川県道704号秦野停車場線
- 神奈川県道705号堀山下秦野停車場線

## バス路線
神奈川中央交通秦野営業所によりすべての路線が運行されている。かつては箱根登山バスのバスが新松田駅まで乗り入れていた。
北口・南口にそれぞれ乗り場がある。北口の停留所名は単に秦野駅、南口は秦野駅南口となっている。

### 秦野駅
| のりば | 系統                     | 主要経由地                   | 行先             | 備考                 |
| ------ | ------------------------ | ---------------------------- | ---------------- | -------------------- |
| 1      | 秦38                     | 遠藤原                       | 神奈川大学       |                      |
| 1      | 秦44                     | 下大槻団地・東海大学前駅南口 | 鶴巻温泉駅南口   |                      |
| 1      | 秦45                     | 下大槻団地                   | 東海大学前駅南口 |                      |
| 1      |                          |                              |                  |                      |
| 1      | 平71                     | 南平橋                       | 平塚駅北口       |                      |
| 1      | 平74                     | 下大槻団地                   | 平塚駅北口       |                      |
| 2      | 秦50                     |                              | 横野入口         |                      |
| 2      | 秦51                     | 菩提                         | 渋沢駅北口       |                      |
| 2      | 秦52                     | 榎木堂                       | 高砂車庫前       |                      |
| 2      | 秦54                     | 戸川台                       | 渋沢駅北口       |                      |
| 3      | 秦08                     | 日立・桜土手                 | 渋沢駅北口       |                      |
| 3      | 秦11                     | 富士見橋                     | 高砂車庫前       |                      |
| 3      | 秦12                     | 上河原                       | 渋沢駅北口       |                      |
| 3      | 秦17                     | 消防庁舎                     | 羽根             |                      |
| 4      |                          |                              |                  |                      |
| 秦20   | 下宿・名古木・藤棚       | 蓑毛                         |                  |                      |
| 秦21   | 名古木・蓑毛             | ヤビツ峠                     |                  |                      |
| 秦22   | 下宿                     | 神奈川病院                   |                  |                      |
| 秦23   | くず葉台                 | 藤棚                         |                  |                      |
| 秦25   | 下宿                     | 曽屋弘法                     |                  |                      |
| 秦26   | 神奈川病院・くず葉台循環 | 秦野駅                       |                  |                      |
| 秦27   | くず葉台・神奈川病院循環 | 秦野駅                       |                  |                      |
| 5      | 秦15                     | 震生湖                       | 万年橋           | 畑中〜藤沢間自由乗降 |
| 5      | 秦18                     | 畑中・日立                   | 渋沢駅北口       |                      |
| 5      | 秦55                     | 土橋                         | 渋沢駅北口       |                      |

### 秦野駅南口
| のりば | 系統 | 主要経由地           | 行先               | 備考 |
| ------ | ---- | -------------------- | ------------------ | ---- |
| 1      | 秦60 | 西大竹・井ノ口       | 二宮駅北口         |      |
| 1      | 秦60 |                      | 二宮駅北口         |      |
| 1      | 秦70 | 新道                 | （急行）二宮駅北口 |      |
| 1      | 平75 | 井ノ口               | 平塚駅北口         |      |
| 1      | 平76 | 中沢橋               | 平塚駅北口         |      |
| 1      | 平76 |                      | 平塚駅北口         |      |
| 2      | 秦90 |                      | 南が丘公園前       |      |
| 2      | 秦91 | 南が丘公園前・井ノ口 | 二宮駅北口         |      |
| 2      | 秦92 | 日赤病院・上井ノ口   | 中井町役場入口     |      |
| 2      |      |                      | 中井町役場入口     |      |

## 隣の駅
小田急電鉄
 小田原線
- □特急ロマンスカー「はこね」「さがみ」「ホームウェイ」一部停車駅、「モーニングウェイ」「ふじさん」全列車停車駅

■快速急行・■急行・■各駅停車
東海大学前駅 (OH 38) - 秦野駅 (OH 39) - 渋沢駅 (OH 40)